# Kolbastı
Kolbastı  o  Faroz Kesmesi  o  Hoptek es una danza popular turca. Originalmente fue creada en la década de 1930 en el puerto marítimo de Trebisonda, en la costa del Mar Negro, en el noreste de Turquía.

Trebisonda o Trabzon está ubicada en el noreste de Turquía.

## Historia
Traducido libremente, kolbastı significa 'atrapado in fraganti por la policía' en turco. Según la leyenda, el nombre proviene de las patrullas nocturnas de la policía de la ciudad para reunir a los borrachos, que inventaron una canción con la letra: "Vinieron, nos atraparon, nos golpearon" (turco: "Geldiler, bastılar, vurdular"). 
Otra hipótesis afirma que la danza kolbastı se originó en la década de 1930, cuando las tropas auxiliares de la policía turca, el llamado Kolluk Kuvvetleri, asaltaron festivales. El nombre de la danza es la abreviatura de la llamada de advertencia Kolluk kuvvetleri bastı! ¡La policía está en marcha! ¡o una redada policial! significa en turco. La palabra bastı se deriva del verbo basmak, que significa "asaltar" o "presionar".
En los últimos años, este baile se ha vuelto muy popular y se está extendiendo en popularidad en toda Turquía. En la actualidad, este baile se usa principalmente para bodas o para jóvenes a quienes les gusta presumir y atraer a las niñas. Un aumento en la popularidad de las danzas fuera de la región de Trebisonda ha llevado a la creencia de que el baile desapareció de la región. Sin embargo, todavía prevalece entre los jóvenes hasta el día de hoy.

## Música
La música Kolbastı fue compilado por Nejat Buhara en Trebisonda. La primera grabación de Kolbastı fue hecha en 1943 por Piçoğlu Osman. En 1974, el grupo turco de folk-rock Üç Hürel grabó la canción Kolbastı. Esta canción fue popularizada por el cantante turco İbrahim Tatlıses. En 2008, el cantante turco Sinan Yilmaz lanzó la versión dance pop de la canción Kolbastı.